# Androgínia
Androgínia és un terme derivat del grec ἀνδρóγυνος (al seu torn format pels mots ἀνήρ 'home' i γυνή 'dona') i es refereix a la barreja de masculinitat i feminitat característica de la moda o a un hermafroditisme veritable.
Un androgin, en termes d'identitat de gènere, és una persona que no queda clarament dins dels típics papers de la masculinitat o feminitat de la seva societat.
Els pobles de l'antiguitat feien una neta diferència entre el que Mircea Eliade anomena l'hermafrodita concret i l'androgin ritual: un nounat que presentés signes d'hermafroditisme era considerat en certes cultures i en èpoques particulars un signe de la còlera dels déus, i matat. Només estava tolerada l'androgínia ritual.
Aquesta teoria es presenta en el llibre de Plató El banquet (189 - 193 aC). Al començament, els humans eren de tres sexes dobles: mascle/mascle, femella/femella, i hermafrodita (mascle/femella). Havent provocat la còlera dels déus, van ser castigats separant-los en dues meitats, formant els humans actuals. Després d'aquesta separació cruel, no cessen de retrobar la seva meitat, cosa que explicaria l'amor.
Balzac centrà la seva novel·la Séraphîta sobre un personatge androgin tret de les teories de Swedenborg. Séraphîtüs-Séraphîta és estimat en tant que home i en tant que dona, i fa prova d'una erudició i intel·lectualitat superior, és un ésser "total".
Androgin és un estil de vestir dins el moviment del glam rock i cosplay. Entre les personalitats i grups que es poden considerar andrògins hi ha: David Bowie, Marilyn Manson, Brian Molko de Placebo, Boy George (cantant de Culture Club), Nicola Sirkis Yoshiki de X Japan, Bill Kaulitz de Tokio Hotel, Mylène Farmer, Cinema Bizarre (grup de pop-rock alemany), i The GazettE.